# لا نافا (ولبة)
بلدية لا نافا (بالإسبانية: La Nava) هي بلدية تقع في مقاطعة ولبة التابعة لمنطقة أندلوسيا جنوب إسبانيا.

## الديموغرافيا
بلغ عدد سكان بلدية لا نافا 324 نسمة عام 2011 (وفقاً للمعهد الوطني الإسباني للإحصاء).
| 328 | 326 | 299 | 275 | 339 | 321 | 324 |